# 神盾局
神盾局是漫威漫画中的一个组织。

## 正式名称
- 最初登場

代表国际谍报与执法最高司令部（Supreme Headquarters, International Espionage, Law-Enforcement Division）
- 1991年

改为战略危险干预与谍报后勤处（Strategic, Hazard Intervention, Espionage Logistics Directorate）
- 漫威電影宇宙

为国土战略防御攻击与后勤保障局（Strategic Homeland Intervention, Enforcement and Logistics Division），由于SHIELD英文意为盾，中文又称神盾局、天盾局。

## 历史
以首字母縮寫的神盾局（S.H.I.E.L.D.）而聞名的戰略國土戰略防禦攻擊與後勤保障局是一個由美國政府創立的反政府外軍事反恐情報機構，其主要任務是要維護地球的安全。在盟軍戰勝軸心國和第二次世界大戰時期的犯罪組織九頭蛇後成立，神盾局旨在保護美國乃至全世界免受一切可能的威脅。憑藉其先進的武器和特殊的干员，神盾局也許是地球上最强大的軍事力量。在第二次世界大戰後建立並由尼克·福瑞領導，在内战后由「鋼鐵人」東尼·史塔克领导，在《秘密入侵》后被「綠惡魔」諾曼·奥斯朋强迫改组为天錘局（H.A.M.M.E.R.），但隨著奥斯朋的失勢，天錘局遭到瓦解，神盾局也得以重組。

## 其他媒體

### 影視作品
漫威電影宇宙的神盾局是由上校查斯特·菲力浦斯、霍華·史塔克和探員佩姬·卡特在第二次世界大戰後所創辦的，前身為戰略科學儲備部（Strategic Scientific Reserve, S.S.R.），總部位於美國華盛頓特區的波多馬克河上。現由局長尼克·福瑞和副局長瑪麗亞·希爾領導，在《美國隊長2：酷寒戰士》事件後由菲爾·考森領導。在《美國隊長3：英雄內戰》事件後，菲爾·考森復職為普通探員，局長為「愛國者」杰弗瑞·梅斯。《復仇者聯盟3：無限之戰》後由艾爾方索·「麥克」·麥肯齊接任局長。

### 遊樂設施
- 蟻俠與黃蜂女：擊戰特攻！：故事發生在「神盾局科技館」，香港女演員宣萱飾演科技館總工程師林樂詩（Leslie Lam）。